# Huntingtina
La huntingtina (HTT) è una proteina che nell'uomo è codificata dal gene IT15, la cui funzione non è stata totalmente chiarita. Studi la identificano come essenziale per lo sviluppo del sistema nervoso, dal momento che la sua assenza indotta nel topo si rivela letale. Altri studi la reputano essenziale per la regolazione della sintesi di fattori neurotrofici quali il BDNF, la stabilizzazione del citoscheletro e la mobilizzazione mitocondriale.
La proteina e il gene relativo sono attivamente oggetto di studio nell'ambito delle ricerche riguardanti la malattia di Huntington.
Presenta un'alta variabilità strutturale. I molti polimorfismi del gene possono portare a un numero variabile di residui di glutammina presenti nella proteina. Nella sua forma wild type (normale), contiene 6-35 residui di glutammina. In soggetti affetti da malattia di Huntington (malattia genetica autosomica dominante), contiene più di 36 residui di glutammina (la massima lunghezza di ripetizione segnalata è di circa 250).
La massa della proteina huntingtina è di circa 350 kDa. La huntingtina normale è generalmente formata da 3144 aminoacidi. L'esatta funzione di questa proteina non è nota, ma gioca un ruolo importante nelle cellule nervose.